# 华南理工大学医学院
华南理工大学医学院是华南理工大学和广东省人民医院（广东省医学科学院）在2014年9月联合组建的医学院。截至2020年3月，学院拥有教师479人，在校学生593人，以及附属广东省人民医院和附属第二医院（广州市第一人民医院）两所直属附属医院。

## 历史沿革
2014年9月12日，华工与广东省人民医院宣布共同组建华南理工大学医学院，显示华工正式在医科上作出布局。2015年，学院正式开始招收本科生和研究生。
2017年2月和6月，广州市第一人民医院和广东省人民医院先后成为华南理工大学的直属附属医院；同年3月，华工与天河区政府共建的华南理工大学附属天河医院（天河区第二人民医院）正式奠基。
2017年11月，医学院的临床医学学科进入基本科学指标数据库（ESI）全球排名前1%。
2019年，医学院正式开始招收临床医学专业本科生。

## 组织机构

### 学院领导
截至2022年11月，学院的领导组成为：
- 党委书记：桑成好
- 院长：余学清（同时为广东省人民医院（广东省医学科学院）院长、党委副书记）
- 副院长：曹杰、刘佳、梁长虹、蒋开球
- 党委副书记：曹家富

### 学系
- 医学影像系
- 临床医学系
- 生物信息学系

## 学科设置
截至2020年8月，医学院共有如下的博士后流动站、研究生学位授权点和本科专业：
- 博士学位授权点：生物学、生物医学工程
- 硕士学位授权点：临床医学、生物学、生物医学工程
- 本科专业：临床医学、医学影像学、医学影像技术和生物信息学

其中，临床医学在2017年进入基本数据指标库（ESI）全球排名前1‰；生物医学工程为广东省重点学科。